# 中江 (柔佛)
中江，又称舯舡、破舯舡，是位于马来西亚柔佛峇株巴辖县的一个小镇。据说该地方的名称是由破舯舡而命名的。早年当地居民皆以种植胡椒、甘蜜和槟榔为生，而这些货物全靠舯舡以水路运往新加坡销售，一些破损的舯舡就丢弃在此，当地因此得名。

## 地理
中江位于峇株巴辖市以北15公里处，位于巴力士隆和铁山两个巫金之间。中江也是新邦吉里河和新邦加南河的交界处。中江全镇面积6.6平方公里。依据峇株巴辖县署的行政区域划分，中江是第六个区。

## 经济
中江在1990年代的主要经济结构是以制造业为主，其中包括纺织厂和饼干厂。著名的食品公司合成饼干（Hup Seng）、马奇（Munchy）和华大饼干（Hwa Tai）的饼干厂都位于这个小镇。

## 宗教
- 玉封方安宫
- 关圣宫

## 政治
中江位于四加亭国会选区，以及巴力安尼州选区。

## 邻近地区
- 皇子城（Bandar Putera Indah）